# Cara de plata
Cara de Plata és una obra de teatre de Ramón María del Valle-Inclán escrita el 1922 i que s'integra en la trilogia Las comedias bárbaras. Si bé va ser l'última a escriure's (catorze anys després que l'anterior), des del punt de vista de la cronologia narrativa és la que dona principi a la història.

## Argument
L'obra presenta la història dels Montenegro, una família hisendada de la Galícia rural del segle xix. Es planteja el conflicte entre Juan Manuel, el patriarca i cacic local, un home poderós, alterós i sense escrúpols i el seu fill petit, sobrenomenat Cara de Plata. Aquell ha iniciat un enfrontament amb l'església en impedir el pas de l'abat per les terres de la família i segrestant, de pas, a la qual era la seva fillola Sabelita. Aquesta s'enamora de Cara de Plata, però acaba convertint-se en amant del pare, la qual cosa fa esclatar el conflicte entre tots dos. L'abat desafia a Don Joan Manuel i aquest envia al seu fill a combatre el grup del religiós, amb l'esperança que sucumbeixin els seus dos enemics.

## Representacions
L'obra no es va estrenar en un escenari fins a 45 anys després d'haver estat escrita. Concretament al Teatre Moratín de Barcelona el 23 de desembre de 1967, amb direcció de Josep Maria Loperena i Jené i protagonitzada per Luis Prendes (Juan Manuel), Vicente Parra (Cara de Plata), Silvia Tortosa, Ramon Durán, Paquita Ferrándiz i Eugenia Zuffoli.
En 1991 va haver-hi una interpretació conjunta de les tres obres que componen la trilogia, dirigida per José Carlos Plaza i amb José Luis Pellicena com Juan Manuel i Toni Cantó com a Cara de Plata
En 2005 es va representar al Teatro María Guerrero de Madrid, amb direcció de Ramón Simó i interpretació de Chete Lera (Juan Manuel), Jesús Noguero (Cara de Plata), Bárbara Goenaga, Lucía Quintana, Maite Brik i Susi Sánchez, qui va obtenir el Premi Unión de Actores a la millor actriu secundària de teatre.